# Sungai Pakning Bengkalis Airport
Sungai Pakning Bengkalis Airport är en flygplats i Indonesien. Den ligger i den västra delen av landet, 1 000 km nordväst om huvudstaden Jakarta. Sungai Pakning Bengkalis Airport ligger 2 meter över havet.
Terrängen runt Sungai Pakning Bengkalis Airport är platt. Havet är nära Sungai Pakning Bengkalis Airport åt nordost.  Omgivningarna runt Sungai Pakning Bengkalis Airport är en mosaik av jordbruksmark och naturlig växtlighet.